# George Washington Carver
George Washington Carver (født i januar 1864, død 5. januar 1943), var en amerikansk videnskabsmand, botaniker, pædagog og opfinder, hvis studier og undervisning revolutionerede jordbrug i USA. Dagen og året, han er født, er ukendt; det antages, at han er født, før slaveriet blev afskaffet i Missouri i januar 1864.
Meget af Carvers berømmelse skyldes hans forskning og hans fremme af alternativer til bomuldsdyrkning samt jordnødder og sødkartofler. Han ønskede, at fattige jordbrugere skulle dyrke alternative afgrøder både til egen madproduktion og som en kilde til andre produkter, som ville forbedre deres livskvalitet.
Den mest populære af hans 44 oplysningsbrochurer for jordbrugere indeholder 105 madopskrifter, som involverer brug af jordnødder. Han skabte også omkring 100 produkter fra jordnødder, som var nyttige for husholdningen og gården, deriblandt kosmetik, farvestof, maling, plast, benzin og nitroglycerin.
I sydstaterne, som blev rekonstruerede efter borgerkrigen, blev jorden udpint af bomuldsdyrking, og i begyndelsen af 1900-tallet ødelagde bomuldsbiller meget af avlen. Carvers forskning vedrørende jordnødder var tænkt til at skaffe alternative produkter til veje, som kunne dyrkes.
Udover hans arbejde indenfor agronomi for at fremme et bæredygtigt jordbrug og værdsættelse af planter og natur gav Carver også vigtige bidrag indenfor felter som racerelationer, uddannelse af børn, poesi, maling og religion. Han gik foran med et godt eksempel ved at lægge vægt på vigtigheden af hårdt arbejde, en positiv indstilling og en god uddannelse. Hans ydmyghed, humanisme, venlige natur, sparsommelighed og afvisning af økonomisk materialisme er blevet trukket frem og beundret.
En af hans vigtigste roller var at underminere, gennem den berømmelse han opnåede gennem sine fortjenester, den stereotypi om den sorte races underlegenhed, som var ret udbredt i hans levetid. I 1941 blev han af magasinet Time kaldt den "Sorte Leonardo", en henvisning til renæssancens italienske universalgeni Leonardo da Vinci. Til minde om hans liv og præstationer bliver George Washington Carver Recognition Day markeret den 5. januar, hans dødsdag, i USA.